# Eugène Borel
Eugène Borel (17 de junho de 1835 – 14 de junho de 1892) foi um político suíço. Foi membro do Conselho Federal Suíço de 1872 a 1875.

## Início da vida
Ele nasceu em Neuchâtel, filho de François-Victor e Louise Borel. Ele foi educado na escola secundária humanística em Neuchâtel e depois estudou direito em Munique e Heidelberg. Depois de terminar seus estudos, trabalhou como advogado em Neuchâtel. Em 1861 casou-se com Marie Gullaume.
Borel tornou-se auditor e tradutor no Conselho Nacional da Suíça em 1860. Em 1870 foi eleito inquisidor para o oeste da Suíça pelo tribunal federal.

## Política
Em 1857 foi eleito para o poder legislativo (Generalrat) da cidade de Neuchâtel pelo partido radical, que agora é o Partido Democrático Livre da Suíça. Foi eleito para o conselho municipal em 1864, para o Grande Conselho do cantão de Neuchâtel e em 1865 tornou-se membro do Conselho de Estado (Staatsrat), onde chefiou o departamento militar de 1865 a 1870 e o departamento de justiça de 1870 a 1872.
Em 1865 foi eleito para o Conselho Suíço de Estados, que presidiu em 1869. Ele foi eleito para o Conselho Federal da Suíça em 7 de dezembro de 1872 com 37 anos. Durante seu tempo de escritório, ele ocupou o Departamento de Correios e Telégrafos. Ele foi um jogador-chave na fundação da União Postal Universal (UPU) com o Tratado de Berna em 1874.  Borel tornou-se o primeiro diretório da UPU e, portanto, renunciou ao cargo de conselheiro federal e entregou o cargo em 31 de dezembro de 1875 ao seu sucessor.
Em 1889, houve uma grande agitação no Ticino. Borel foi enviado para lá e, junto com as tropas de Zurique, conseguiu restaurar a ordem.
Borel chefiou a UPU até sua morte em 1892.

## Obras
- Guillaume, Louis; Borel, Eugène (1863). Notice historique sur les sociétés de tir dans le canton de Neuchâtel (em francês). Neuchâtel: Impr. Montandon
- Borel, Eugène; Guillaume, Louis (1863). Frédéric Roessinger: esquisse biographique; suivie d'un appendice relatif à la captivité de Henri-Louis Dubois, de Travers, mort dans les prisons de Neuchâtel (em francês). Neuchâtel: Impr. Montandon